# Ocyropsis crystallina
Ocyropsis crystallina är en kammanetart som först beskrevs av Rang 1826.  Ocyropsis crystallina ingår i släktet Ocyropsis och familjen Ocyropsidae. Inga underarter finns listade i Catalogue of Life.